# Sedania

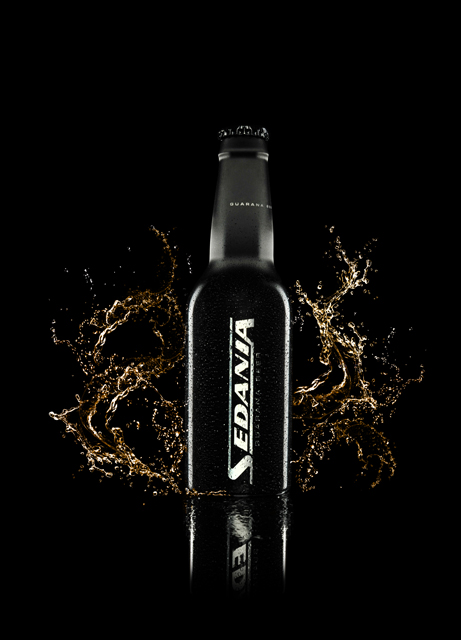
Sedania, bière au guarana

La Sedania est la première bière au monde brassée avec du guarana issu de cultures biologiques au cœur de la forêt amazonienne suivant la tradition des Amérindiens Satéré-mawé. 
Cette bière a été mise au point en 2007 à Sedan dans les Ardennes par Jean Thierry Lechein qui a également relancé la Bière de Sedan, et sa fameuse Princess beer, brassée autrefois par la Grande Brasserie Ardennaise (GBA). Le réalisateur et cinéaste Jan Kounen parraine Sedania pour sa contribution à l'écologie et à l'économie solidaire en Amazonie. Le personnage de Pydhjaman, qu'il interprète dans son film 99 francs, figure sur la bouteille aluminium de Sedania.